# Mary Treat
Mary Lua Adelia Treat, née Davis, est l'une des plus importantes entomologistes et botanistes américaines du XIXe siècle. Au cours de sa longue carrière de chercheuse (28 ans), elle publie 76 articles et 5 ouvrages scientifiques. Elle mène une correspondance intellectuelle avec Charles Darwin et d'autres scientifiques (Asa Gray, Charles Sprague Sargent, George Thurber, Auguste Forel) qui reconnaissent la qualité et l'originalité de ses travaux et de ses observations. Ses principaux sujets de recherche sont les fourmis, les araignées et les plantes carnivores. 

## Formation
Née en 1830 dans une famille de la classe moyenne, Mary Davis bénéficie d'une formation approfondie dans une école privée pour filles. Elle y suit une scolarité en sciences et en humanités. Cette éducation sera un solide point de départ à sa carrière mais c'est en intégrant, en 1868, la vie scientifique et intellectuelle de Vineland après son mariage avec le Dr Joseph Burrell Treat qu'elle développe ses compétences et son intérêt pour les sciences naturelles. La ville de Vineland, dans le New Jersey, était une communauté progressiste dans ses croyances et innovante dans les domaines de l'agriculture et de la recherche contre les insectes nuisibles. C'est dans cet environnement que Mary Treat commence ses travaux d'observation et de publication scientifiques. 

## Travaux et carrière scientifiques

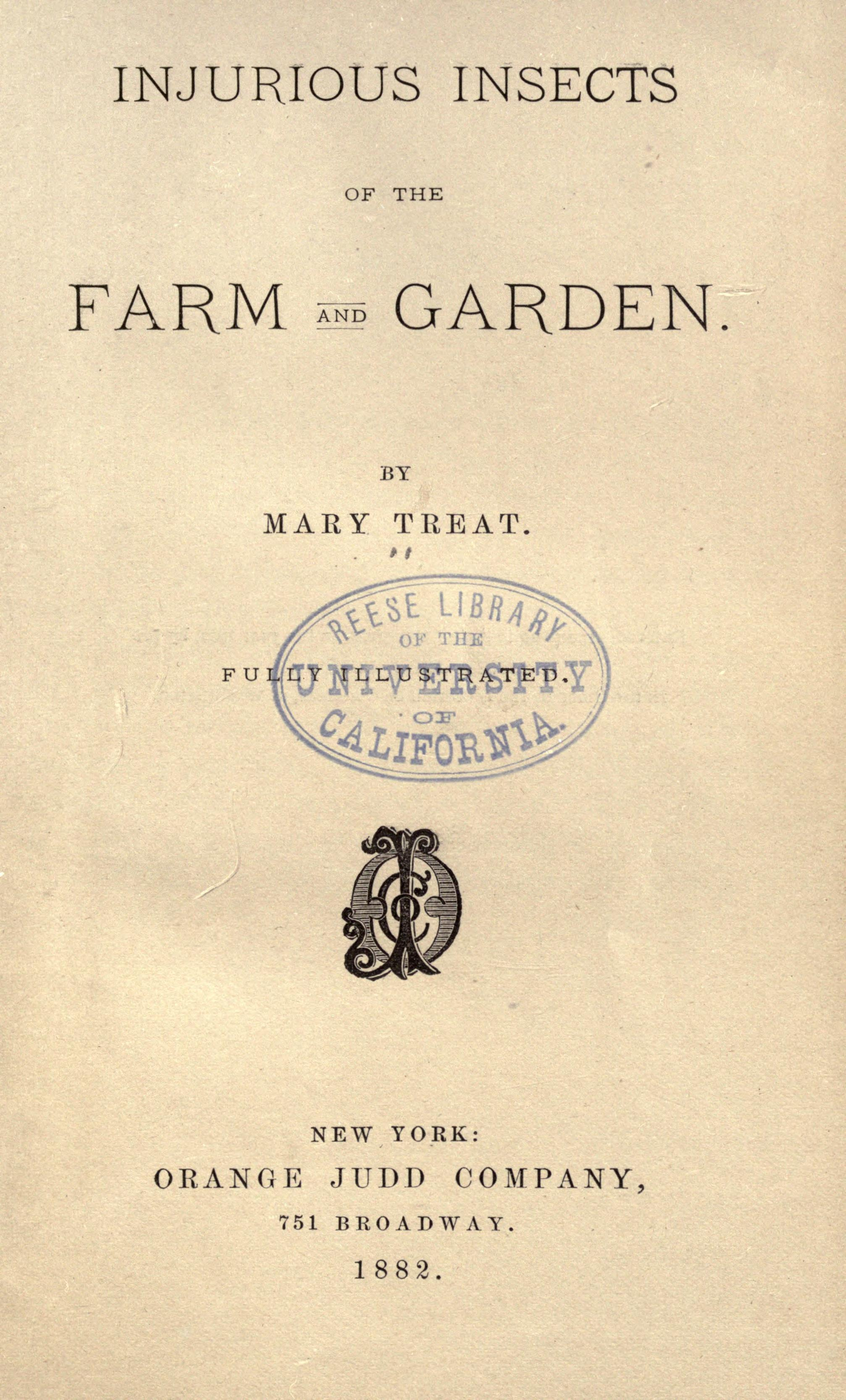
en

Ses travaux initiaux s'intéressent aux insectes nuisibles dont elle observe les comportements et les habitudes alimentaires dans la perspective de trouver les moyens de contrôler leur reproduction. Sa publication en 1869 d'un article dans la revue scientifique The American Entomologist la fait connaitre auprès des chercheurs naturalistes. Elle est sollicitée par les botanistes Asa Gray et Charles Sargent de l'Université de Harvard pour les aider à collecter et à identifier certains spécimens de plantes et d'insectes. Asa Gray l'incite à mener ses propres recherches et à publier davantage et la met en relation avec Charles Darwin. Mary Treat et Charles Darwin échangent une quinzaine de lettres entre 1871 et 1876 dont le sujet principal -mais non exclusif- porte sur les plantes carnivores et leurs activités. Cette correspondance fait état de la reconnaissance professionnelle réciproque entre Treat et Darwin. Elle lui fait part de ses désaccords sur certaines de ses conclusions ; il reconnait la qualité de ses travaux et de ses analyses sur les droséras. Darwin la sollicite pour comprendre le phénomène de capture de la plante carnivore Utricularia. Après de longues observations par microscope, Mary Treat met en évidence la sensibilité des poils entourant l'entrée du piège de la plante et son mode singulier d'ouverture aux insectes. Elle contribue ainsi à l'amélioration des connaissances relatives au processus de digestion de l'Utricularia et aux types d'insectes attirés par la plante. Après que Mary Treat a aidé Darwin à comprendre le fonctionnement de la plante carnivore, il la cite dans sa publication Insectivorous Plants (1875). Elle publie en 1882 son ouvrage majeur Injurious Insects of the Farm and Field qui est réédité cinq fois. Mary Treat partage également les idées évolutionnistes de Darwin et encourage le développement de celles-ci.   
Après sa séparation d'avec son mari en 1874, elle subvient à ses besoins en écrivant des articles de vulgarisation pour Harper's ou Queen tout en continuant à publier ses travaux de recherche dans des journaux professionnels comme The American Naturalist. En 1876, elle écrit à Darwin : "vous êtes étonné de mon choix [de publier dans] de magazines littéraires plutôt que de revues scientifiques mais je dépends uniquement de moi-même pour gagner ma vie et je dois aller où c'est le mieux payé".   
Ses publications et ses interventions orales se distinguent par son souci de s'exprimer de manière simple et accessible au public le plus large, notamment les femmes non spécialistes en sciences naturelles. Elle les encourage à lire, à réfléchir et à poursuivre leurs propres recherches scientifiques. Ses collègues chercheurs, quant à eux, la louent pour l'approche rigoureuse et scientifique de ses travaux, éloignée de l'écriture prétendument romantique des femmes naturalistes. Les taxinomistes lui reconnaissent une grande expertise dans l'observation et l'analyse des comportements des insectes et s'appuient sur ses travaux pour classifier les nouvelles espèces découvertes. Treat propose une nouvelle conception de l'entomologie, s'éloignant ainsi de la stricte approche structurale, qui établit un lien entre les différences anatomiques des insectes et les modifications de comportements.   
Dans son jardin de Vineland et au cours de ses voyages de recherche aux États-Unis, elle découvre de nouvelles espèces de puceron orange, de mouche ichneumonidae, d'araignée, de fourmi (Phaenogaster treatae) et d'amaryllis, le Zephyranthus treatiae.    
En 1913, le quotidien de Philadelphie The Public Ledger publie un portrait de Mary Treat, la désignant comme "the World's Most Famous and Industrious Woman Naturalist". Au cours de sa dernière année à Vineland, Mary Treat organise des cours  bimensuels de botanique à destination des jeunes femmes de la ville. Elle fait don d'une grande partie de ses travaux et de sa correspondance à la Vineland Historical and Antiquarian Society. Elle déménage en 1916 chez sa sœur à Pembroke  où elle meurt en 1923.

## Éponymie
La fourmi Aphaenogaster treatae (sv), l'amaryllis Zephyranthes treatiae (sv)et la guêpe Belonocnema treatae (sv) ont été nommées en son honneur.